# زنبق باریک‌برگ
زنبق باریک‌برگ (نام علمی: Iris stenophylla) نام یک گونه از سرده زنبق است.